# Kronfeld Drone
Pour les articles homonymes, voir Kronfeld.

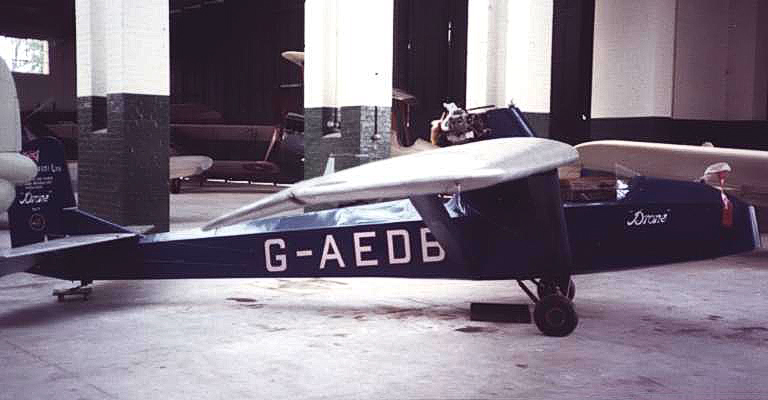
Le BAC Drone G-AEDB de la British Aircraft Company à l'aérodrome de Duxford, Cambridgeshire.

Le Kronfeld Drone, également connu comme BAC Drone, est un avion ultré-léger biplace de sport britannique.

## BAC Planette
En 1932 C.H. Lowe Wylde monta au-dessus de l'aile d'un planeur biplace en tandem BAC VII un moteur de moto Douglas de 600 cm3 entrainant une hélice propulsive. Deux autres exemplaires furent construits mais Lowe Wylde se tua au cours d’un vol de démonstration le 13 mai 1933.

## Kronfeld Super Drone
Après avoir racheté British Aircraft Co Robert Kronfeld fit équiper le Planette, rebaptisé Drone, d’un moteur Douglas Sprite de 23 ch. 33 exemplaires furent construits avant la disparition de Kronfeld Ltd en 1937.

## Kronfeld Drone de Luxe
Remotorisation du Planette avec un moteur Carden Ford de 30 ch. 25 exemplaires construits.

## Sources
1. 1 2 3  G. Endres